# Alois Bukowski
Alois Bukowski SJ  (* 29. August 1873; † 7. Juli 1941) war ein polnischer Jesuit und Theologe.

## Leben
Er studierte Theologie am Theologischen Seminar in Pelplin. Am 25. März 1897 wurde er zum Priester geweiht. Er setzte sein Studium an der Universität Münster fort, wo er 1902 in Philosophie und 1905 an der Pontificia Universitas Gregoriana in Theologie promoviert wurde. Er trat den Jesuiten am 29. April 1899 in Stara Wieś bei. Mehrere Jahre war er Dozent für Dogmatik und Apologetik (1905–1919) am Priesterseminar Weidenau.
Nach der Wiedererlangung der Unabhängigkeit Polens zog er nach Warschau, wo er die Theologische Fakultät der Universität Warschau mitbegründete. Er war zweimal Dekan der theologischen Fakultät: 1924–1925 und 1928–1929.

## Schriften (Auswahl)
- Die Genugtuung für die Sünde nach der Auffassung der russischen Orthodoxie. Ein Beitrag zur Würdigung der Lehrunterschiede zwischen der morgenländisch-orthodoxen und der römisch-katholischen Kirche. Paderborn 1911, OCLC 802848193.
- Die russisch-orthodoxe Lehre von der Erbsünde. Ein Beitrag zur Würdigung der Lehrunterschiede zwischen der morgenländisch-orthodoxen und der römisch-katholischen Kirche. Innsbruck 1916, OCLC 65753793.